# Mercedes-Benz X166
Mercedes-Benz X166 — полноразмерный SUV премиум сегмента, второе поколение GL-класса от немецкой торговой марки Mercedes-Benz. Мировая премьера серии состоялась в 2012 году на автосалоне в Нью-Йорке. Автомобиль получил увеличенный в габаритах кузов, более спортивный и плавный дизайн экстерьера, множество технологических новинок и обновлённый модельный ряд двигателей. Второе поколение, как и предыдущее, собирается в Алабаме, США. В ноябре 2012 года была представлена высокопроизводительная модификация GL 63 AMG от подразделения Mercedes-AMG с 5,5-литровым бензиновым двигателем мощностью в 557 лошадиных сил.
В 2015 году компания провела рестайлинг модели, а также сменила название серии автомобилей на GLS-класс в соответствии с пересмотренной номенклатурой индексации моделей марки. Согласно новой схемы внедорожники используют базовое обозначение «GL», а затем следует короткое обозначение класса в соответствии с принятой иерархией. Так автомобили «GLS» обозначают серию кроссоверов, эквивалентных S-классу. Вместе с презентацией рестайлинговой модели была представлена и обновлённая высокпроизводительная модификация GLS 63 4MATIC, мощность которой повысили до 585 лошадиных сил.

## История
Mercedes-Benz GL 350 BlueTEC 4MATIC на момент премьеры
Второе поколение GL-класса было представлено в апреле 2012 года на автосалоне в Нью-Йорке. Новая модель больше по габаритам (колёсная база увеличена до 3075 мм), имеет более роскошный интерьер и экстерьер, а также большой набор высокотехнологичных программных решений и инструментов. Тем не менее, компании удалось снизить вес автомобиля в сравнении с предшественником на 100 кг. По заверению концерна Daimler AG, новое поколение GL-класса является более эффективным благодаря пакету BlueEFFICIENCY (система «старт-стоп», система интеллектуального управления генератором переменного тока, электрический руль и тому подобное) и модернизированным бензиновым и дизельным двигателям. Кроме того, бензиновые силовые агрегаты моделей GL 450 и GL 500 (550 в США) теперь оснастили турбинами. Автомобиль поступил в продажу на рынок США в сентябре 2012 года.
Стандартное оснащение модели также улучшилось по сравнению с предшественником. Клиенту предлагаются такие функции, как системы ATTENTION ASSIST, COLLISION PREVENTION ASSIST, 9 подушек безопасности, защита от бокового ветра Crosswind Assist, активный капот, подвеска AIRMATIC и множество иных решений. Модель GL 500 также оснащается системой Active Parking Assist, интеллектуальной передней оптикой, функцией Keyless-GO, мультиконтурными передними сиденьями с функцией памяти и иными функциями. Модельный ряд автомобиля зависит от рынка, на котором представлен автомобиль.
Новый GL-класс занимает первое место среди роскошных внедорожников. С его исчерпывающим набором систем помощи автомобиль имеет роль первопроходца, сосредоточившего безопасность и комфорт, и находится на одном уровне с S-классом – даже на бездорожье.д-р Йоахим Шмидт, исполнительный вице-президент Mercedes-Benz Cars
Стартовая цена на момент начала продаж составляла €60 900 (€72 471 из расчёта +19 % VAT) для GL 350 BlueTEC 4MATIC, €79 500 (€94 605 из расчёта +19 % VAT) для GL 500 4MATIC BlueEFFICIENCY и €109 500 (€130 305 из расчёта +19 % VAT) для GL 63 AMG.
В 2012 году X166 как и его предшественник получил звание «SUV года» от автомобильного журнала Motor Trend.

### Рестайлинг (2015)

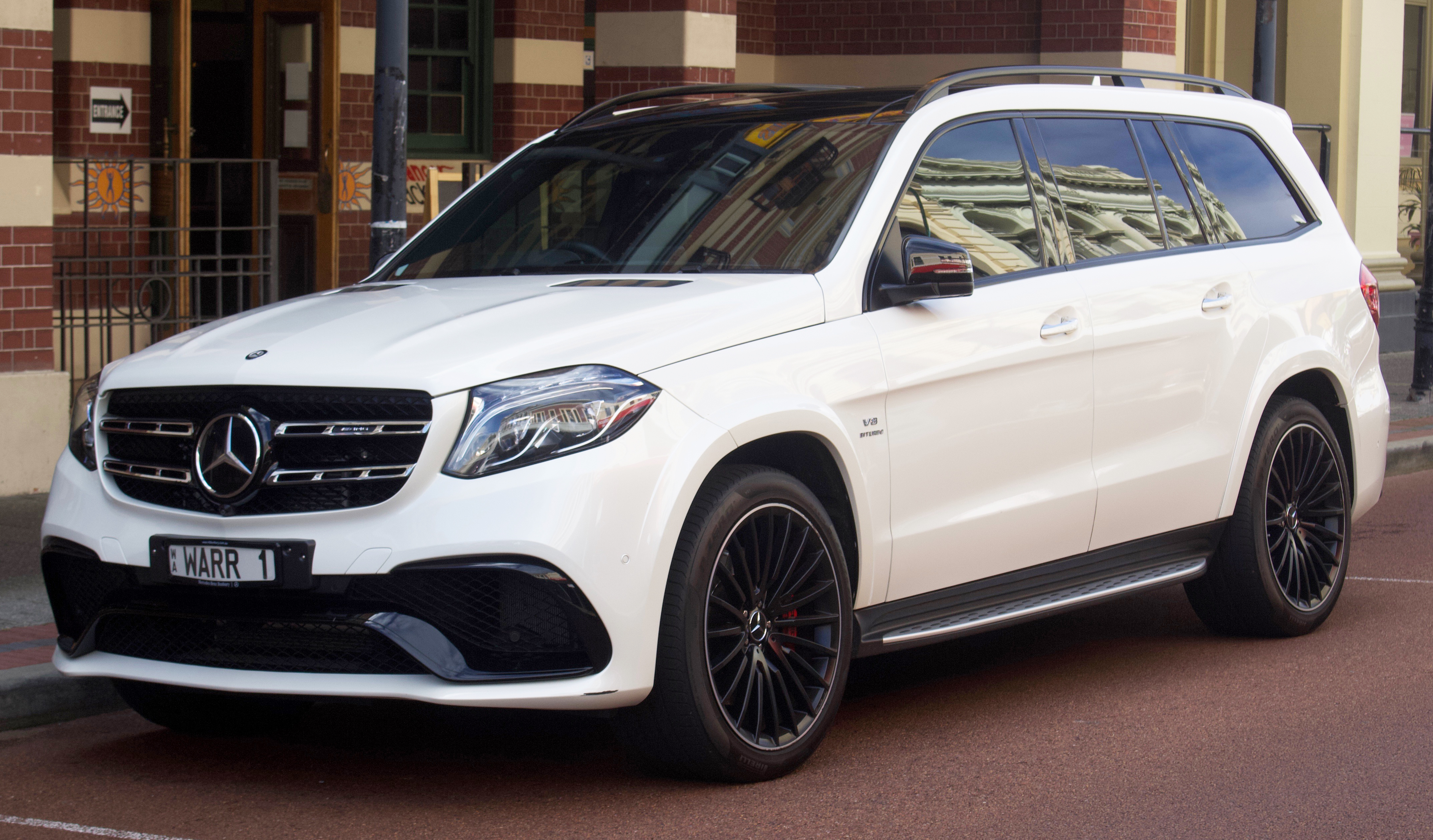
GLS 63 AMG (Израиль)

В ноябре 2015 года второе поколение GL-класса подверглось рестайлингу. Помимо внешних изменений, затронувших переднюю оптику и задние фонари, изменилось также и именование класса: теперь роскошные полноразмерные кроссоверы входят в линейку GLS-класса. Модернизации подвергся и салон автомобиля, где установили приборную панель, схожую с той, что используется на последнем поколении GLE-класса. Дебют обновлённой модели состоялся на международном автосалоне в Лос-Анджелесе.

## Описание

### Экстерьер
Внешний вид нового поколения GL-класса является, по словам представителей компании, новой интерпретацией первого поколения, и заключается в фокусировке на динамичности линий и спортивной элегантности. Отличительным признаком нового X166 в передней части кузова является решётка радиатора с вертикальными ламелями и центральной фирменной звездой, а также высококачественная конструкция светодиодных фар. Дневные ходовые LED-огни, интегрированные в хромированные вставки в бампере, а также увеличенная в габаритах хромированная накладка для защиты картера довершают новый облик автомобиля, получивший увеличенные кузов (5120 мм в длину, 2141 мм в ширину и 1850 мм в высоту). В то же время короткие свесы кузова спереди и сзади в сочетании с большим дорожным просветом указывают на принадлежность автомобиля к классу внедорожников. Задняя часть кузова включает интегрированные светодиодные задние фонари с оптоволоконной технологией, большой спойлер на крыше и особой формы бампер с хромированной отделкой.
В стандартной комплектации автомобиль Mercedes-Benz X166 украшают светодиодные фары дневного освещения трубчатой формы, стеклянный сдвижной верхний люк c электроприводом, хромированные рейлинги на крыше.
На заказ доступны панорамная сдвижная крыша c электроприводом, подножки под алюминий (с резиновыми шипами и светодиодной подсветкой), а также спорт-пакет AMG «Экстерьер» и пакет designo «Эксклюзив».

### Интерьер

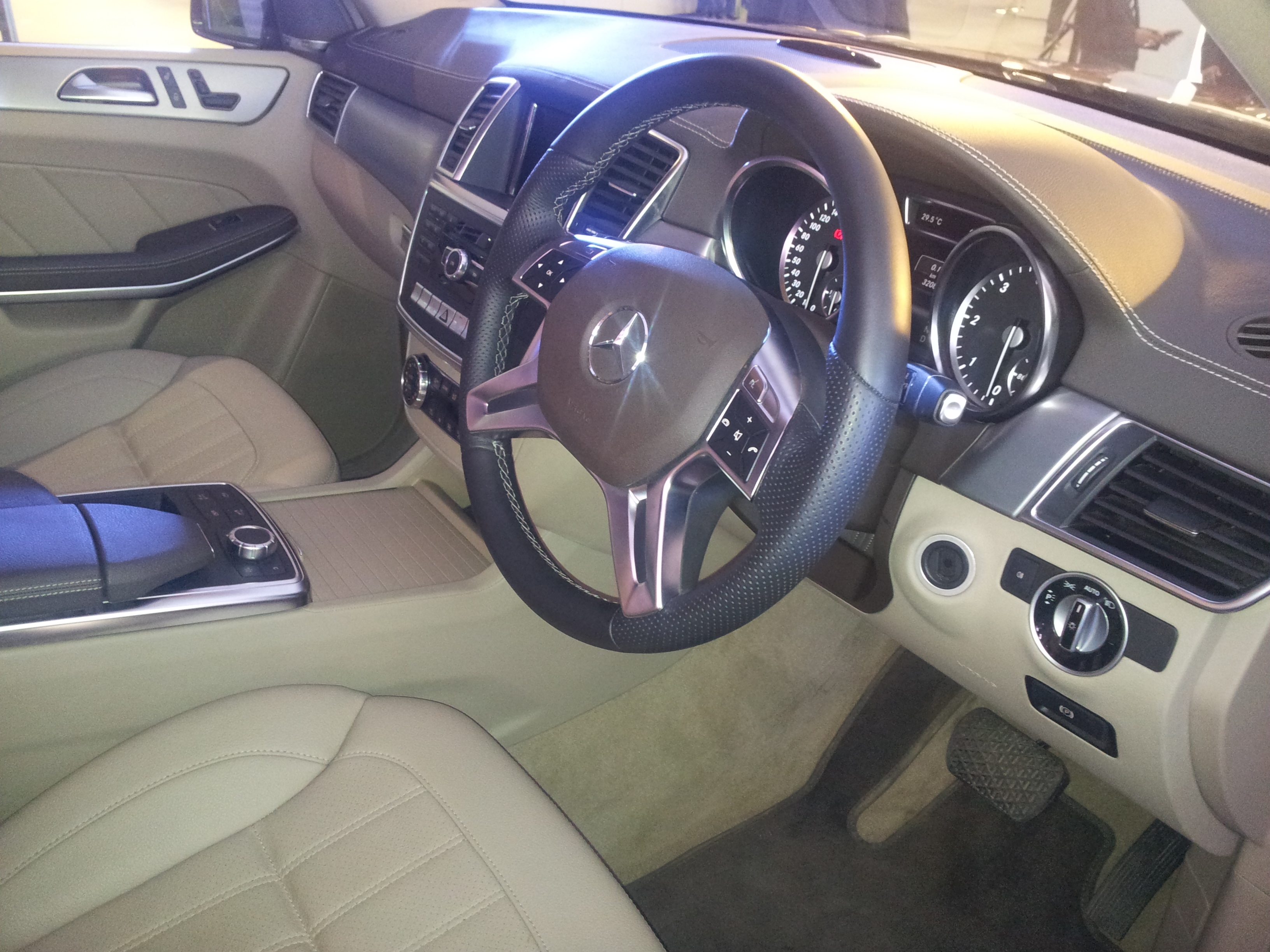
Интерьер автомобиля до рестайлинга

Все автомобили серии X166 оснащаются передними сиденьями с полным электроприводом. На заказ предлагаются также мультиконтурные передние сиденья, обогрев для сидений передних двух рядов (оба элемента предлагаются серийно для моделей с двигателями V8), а также кондиционирование передних сидений в комбинации с обивкой из кожи или эксклюзивной кожи designo. Все модели с восьмицилиндровыми двигателями серийно оснащаются пакетом памяти для сидений (до трёх вариантов настроек).
В стандартной комплектации обивка сидений автомобиля выполняется из искусственной кожи ARTICO (или натуральная кожа для GL 500 4MATIC и GL 63 AMG). Цветовая гамма оформления салона включает преимущественно чёрный, бежевый и серый. Кожей также оформлен мультифункциональный руль с 12 кнопками и переключателями передач. Декоративные элементы отделки предлагаются в нескольких вариантах изготовления, например из коричневого полированного эвкалипта (серийно для моделей GL 350 BlueTEC 4MATIC и GL 400) или коричневого крупнопористого ясеня (серийно для GL 500 4MATIC, для других моделей — на заказ), в GL 63 AMG — из полированного тополя чёрного цвета (для других моделей — на заказ).
Объём багажного отделения при его загрузке до верхнего края спинки заднего сиденья составляет 295 литров (390 литров при загрузке до потолка). При складывании заднего ряда сидений грузовой объём увеличивается до 680 литров при загрузке до верхнего края спинки заднего сиденья и 1320 литров при загрузке до потолка.
По желанию клиента в салон внедорожника может быть установлена система внутренней подсветки рассеянным светом с тремя режимами и плавной регулировкой.

### Модельный ряд
| Модель                           | GL(S) 400 4MATIC                         | GLS 450 4MATIC        | GL 450 4MATIC                       | GL 500 4MATIC                       | GLS 500 4MATIC                           | GL 63 AMG                                | Mercedes-AMG GLS 63 4MATIC          | GL 350 BlueTEC 4MATIC               | GLS 350 d 4MATIC                    |
| Годы производства                | с 2014                                   |                       | 2012—2015                           | 2012—2015                           | с 11/2015                                | 2012-2015                                | с 11/2015                           | 2012-2015                           | с 11/2015                           |
| Характеристики                   |                                          |                       |                                     |                                     |                                          |                                          |                                     |                                     |                                     |
| Двигатель*                       | M276 DE 30 AL                            | M276                  | M278 DE 46 AL red.                  | M278 DE 46 AL                       | M278 DE 46 AL                            | M157 DE 55 AL                            | M157 DE 55 AL                       | OM642 LS DE 30 LA                   | OM642 LS DE 30 LA                   |
| Тип двигателя                    | бензиновый V6                            | бензиновый V6         | бензиновый V8                       | бензиновый V8                       | бензиновый V8                            | бензиновый V8                            | бензиновый V8                       | дизельный V6                        | дизельный V6                        |
| Система питания                  | прямой впрыск топлива                    | прямой впрыск топлива | прямой впрыск топлива               | прямой впрыск топлива               | прямой впрыск топлива                    | прямой впрыск топлива                    | прямой впрыск топлива               | прямой впрыск топлива с Common Rail | прямой впрыск топлива с Common Rail |
| Оснащение                        | битурбо                                  | битурбо               | битурбо                             | битурбо                             | битурбо                                  | битурбо                                  | битурбо                             | турбина                             | турбина                             |
| Рабочий объём                    | 2996 см3                                 |                       | 4663 см3                            | 4663 см3                            | 4663 см3                                 | 5461 см3                                 | 5461 см3                            | 2987 см3                            | 2987 см3                            |
| Мощность                         | 245 кВт (333 л. с.) при 5250—6000 об/мин |                       | 270 кВт (367 л. с.) при 5250 об/мин | 320 кВт (435 л. с.) при 5250 об/мин | 335 кВт (455 л. с.) при 5250—5750 об/мин | 410 кВт (557 л. с.) при 5250—5750 об/мин | 430 кВт (585 л. с.) при 5500 об/мин | 190 кВт (258 л. с.) при 3600 об/мин | 190 кВт (258 л. с.) при 3600 об/мин |
| Крутящий момент                  | 480 Н·м при 1400—4000 об/мин             |                       | 550 Н·м при 1500—4000 об/мин        | 700 Н·м при 1800—3500 об/мин        | 700 Н·м при 1800—3500 об/мин             | 760 Н·м при 2000—5000 об/мин             | 760 Н·м при 2000—5000 об/мин        | 620 Н·м при 1600—2400 об/мин        | 620 Н·м при 1600—2400 об/мин        |
| Трансмиссия                      | 7G-Tronic Plus / 9G-Tronic               |                       | 7G-Tronic Plus                      | 7G-Tronic Plus                      | 9G-Tronic                                | 7G-Tronic AMG SpeedShift                 | 7G-Tronic AMG SpeedShift            | 7G-Tronic Plus                      | 9G-Tronic                           |
| Доп-ные данные                   |                                          |                       |                                     |                                     |                                          |                                          |                                     |                                     |                                     |
| Максимальная скорость            | 240 км/ч                                 |                       | 250 км/ч                            | 250 км/ч                            | 250 км/ч                                 | 250/270 км/ч                             | 250/270 км/ч                        | 220 км/ч                            | 222 км/ч                            |
| Скорость разгона, 0—100 км/ч     | 6,7 с / 6,6 с                            |                       | 6,5 с                               | 5,4 с                               | 5,3 с                                    | 4,9 с                                    | 4,6 с                               | 7,9 с                               | 7,8 с                               |
| Средний расход топлива, л/100 км | 9,2 л / 8,9 л                            |                       |                                     | 11,3-11,5 л                         | 10,9 л                                   | 12,3 л                                   | 12,3 л                              | 7,4-8,0 л                           | 7,1 л                               |
| Выбросы CO2                      | 215 г/км / 206 г/км                      |                       |                                     | 262-269 г/км                        | 255 г/км                                 | 288 г/км                                 | 288 г/км                            | 192-209 г/км                        | 185 г/км                            |
| Экологические нормы              | Евро 6                                   |                       | Евро 5                              | Евро 5                              | Евро 6                                   | Евро 5                                   | Евро 6                              | Евро 6                              | Евро 6                              |

* Расшифровка обозначений двигателей: M = бензиновый двигатель; OM = дизельный двигатель; E = впрыск во впускной коллектор; KE = впрыск во впускной коллектор, компрессорный наддув; DE = прямой впрыск; ML = компрессор; L = охлаждение наддувочного воздуха; A = турбокомпрессор; red. = пониженные характеристики (мощность, рабочий объём); LS = повышенная производительность.
1. ↑  Предложение действовало для рынка США.
2. ↑  До мая 2013 года продавался как GL 500 4MATIC BlueEFFICIENCY.
3. ↑  На внутреннем рынке США продавался как GL 550 4MATIC.
4. ↑  270 км/ч при заказе дополнительного пакета AMG Driver’s Package.

### Электрооборудование
В серийное оснащение автомобиля входят климат-контроль THERMATIC (GL 350 BlueTEC 4MATIC и GL 400 4MATIC), многозональная система THERMOTRONIC (модели с двигателями V8, также доступна на заказ для задних сидений), система EASY-ENTRY для облегчения посадки на задние сиденья, мультимедийная система Audio 20 CD, активная система облегчения парковки с функцией PARKTRONIC (только для моделей с двигателями V8) и другие.
На заказ возможна установка держателя для напитков с регулировкой температуры, мультифункциональное рулевое колесо с функцией обогрева, навигационная система Becker MAP PILOT, аудио-навигационный комплекс COMAND Online, видеокамера заднего вида, акустическая система объёмного звучания Harman/Kardon Logic 7, DVD-плеер с двумя цветными TFT дисплеями (20,3 см по диагонали) и двумя комплектами беспроводных наушников, парковочный пакет с видеокамерой кругового обзора и иные технологические решения.

### Ходовая часть

#### Подвеска
Все модели линейки автомобилей Mercedes-Benz X166 оснащаются системой постоянного полного привода 4MATIC с адаптивной амортизационной системой пневмоподвески AIRMATIC, которая оптимально адаптируется к дорожному покрытию, стилю вождения и степени загрузки автомобиля. Распределение тягового усилия между передним и задним мостом производится в соотношении 50:50. Поддержкой для работы системы 4MATIC служат электронная программа стабилизации (ESP) и электронная система распределения тягового усилия 4ETS (притормаживает прокручивающиеся колёса, перенося момент тяги на колёса с наилучшим сцеплением с дорогой) с интегрированными функциями ABS и ASR.
GL-класс второго поколения стал первой моделью в сегменте, оснащаемой в базовой комплектации специальной функцией, своевременно регистрирующей сильные порывы бокового ветра и автоматически притормаживающей с этой стороны колёса для обеспечения курсовой устойчивости автомобиля. Для этого электронная система регулировки тормозного усилия ADAPTIVE BRAKE использует данные датчиков электронной программы стабилизации ESP, пневмоподвески AIRMATIC и регулятора рулевого управления EPS.
Как и предыдущее поколение, X166 оснащается системой стабилизации прицепа TSA (англ. Trailer Stability Assistant) и системой контроля скорости на спуске (DSR).
В базовое оснащение также входит программа для движения по бездорожью с кнопкой «Offroad», которая адаптирует установки работы двигателя, АКПП, различных электронных систем к условиям движения по бездорожью. На заказ возможна интеграция технологии ACTIVE CURVE SYSTEM (серийно для AMG модели), которая при помощи активных стабилизаторов ходовой части снижает угол крена на поворотах, повышая маневренность и улучшая комфорт движения.

#### Трансмиссия
GL-класс X166 в базовой комплектации оснащается 7-ступенчатой АКПП 7G-Tronic Plus и селектором DIRECT SELECT на рулевой колонке. Трансмиссия тесно интегрирована с системой «старт-стоп», которая автоматически выключает двигатель во время остановок, что способствует понижению расхода топлива. Дополнительные подрулевые переключатели передач обеспечивают возможность ручного выбора семи передач. Таким образом, водитель может самостоятельно переключать передачи посредством переключателей или предоставить управление автоматике.

#### Рулевое управление
В стандартной комплектации автомобиль Mercedes-Benz X166 оснащается электромеханическим острым рулевым управлением, которое в зависимости от скорости и изменяемым передаточным числом значительно уменьшает необходимый угол поворота рулевого колеса за счёт снижения передаточного числа, например, при парковке или на крутых поворотах. В то же время, при движении на высокой скорости повышается курсовая устойчивость автомобиля. Благодаря такому подходу значительно улучшаются маневренность и управляемость автомобилей на любых скоростях.

#### Колёса и шины

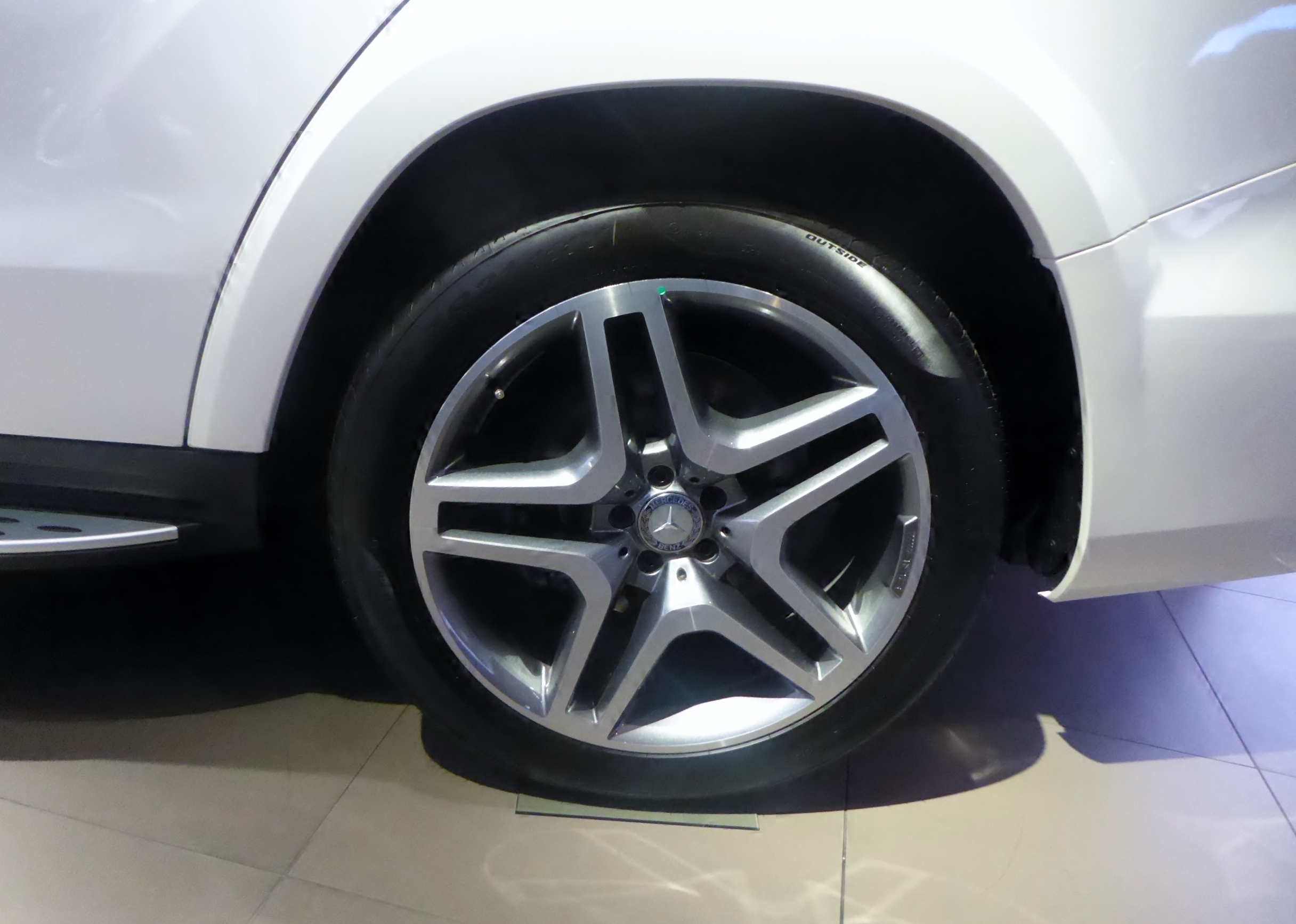
Колёса GLS350d 4MATIC Sport, 2016 год

В базовом оснащении все автомобили Mercedes-Benz X166 оснащаются легкосплавными колёсными дисками различных размеров и дизайнерских решений. Так, например, на моделях GL350 BlueTEC 4MATIC и GL400 4MATIC могут быть установлены диски с 10 спицами с шинами размером 265/60 R 18 (код R41). На заказ также доступны фирменные полированные легкосплавные диски AMG в дизайне с 5 сдвоенными спицами и лакировкой «серый титан» с шинами размером 295/40 R 21 (код 798).
Высокопроизводительная модификация GL 63 AMG серийно оснащается полированными дисками AMG с 5 спицами и шинами размером 295/40 R 21, покрытые лаком цвета «серый титан» (код 777).

## Безопасность
В рамках внедорожника Mercedes-Benz X166 проработана технология комплексной безопасности автомобиля в различных ситуациях (до, в момент и после аварии). В стандартной комплектации GL-класс второго поколения оснащается системами ATTENTION ASSIST (распознаёт усталость водителя и сигнализирует об этом, анализируя его поведение и регистрируя отклонения от его индивидуального стиля вождения), PRE-SAFE (превентивная система обеспечения безопасности пассажиров, которая при подозрении на возможное возникновение опасности заранее натягивает ремни безопасности, закрывает окна и крышу, подготавливает подушки безопасности), COLLISION PREVENTION ASSIST (на скорости более 7 км/ч распознает уменьшение допустимой дистанции до впереди идущего транспортного средства или неподвижного объекта и сигнализирует об опасности), активный капот для защиты пешеходов (при регистрации датчиками удара срабатывает пиротехнический механизм, поднимающий капот), а также трёхточечными ремнями безопасности, натяжителями ремней, ограничителями силы натяжения ремней и подушками безопасности (7 штук, в том числе боковые и коленные).
На заказ доступны активная система удержания полосы движения (контролирует дорожную разметку и в случае её непреднамеренного пересечения инициирует лёгкую вибрацию рулевого колеса), Blind Spot Assist (на скорости от 30 до 250 км/ч контролирует зону слева, справа и позади автомобиля, и при появлении там транспортного средства в наружном зеркале загорается предупредительный сигнал), система ночного видения Night View Assist Plus с функцией распознавания пешеходов, круиз-контроль с поддержанием дистанции до впереди расположенных объектов DISTRONIC PLUS, а также тормозная система PRE-SAFE, система BAS PLUS и другие технологические решения.

## GL 63 AMG

### 2012—2015

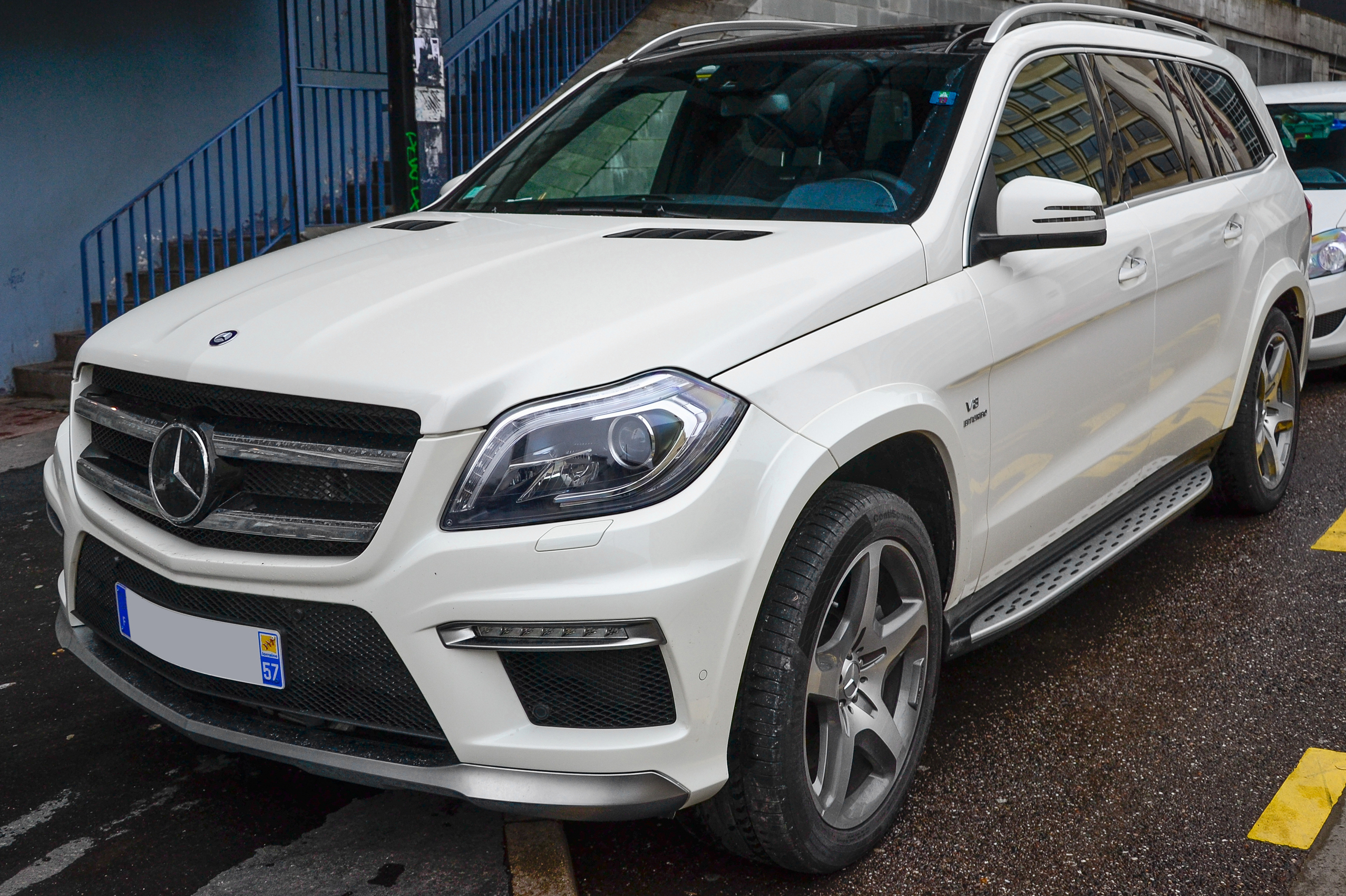
Mercedes-Benz GL 63 AMG

Модификация от подразделения Mercedes-AMG появилась 31 мая, а дебютировала 30 августа на Московском международном автосалоне. Автомобиль получил схожие изменения, как и ML 63 AMG, а именно новый 5,5-литровый двигатель M157. Однако в случае с GL 63 AMG этот мотор поставлялся с уже увеличенной мощностью до 557 л. с., вследствие чего в списке опций автомобиля отсутствовал AMG Performance Package.
Силовой агрегат автомобиля работает в паре с 7-ступенчатой автоматической коробкой передач 7G-TRONIC PLUS AMG SPEEDSHIFT, которая обладает тремя режимами управления: Controlled Efficiency, Sport и Manual. Активная пневматическая подвеска типа AIRMATIC оснащена функцией AMG RIDE CONTROL и также имеет три режима: Comfort, Sport и Sport plus.
Модель GL 63 AMG поставляется с 5-спицевыми 21-дюймовыми легкосплавными дисками с шинами размерностью 295/40, перфорированными высокопроизводительными тормозами, обивкой ARTICO, кожаными регулируемыми спортивными сиденьями AMG, фирменными напольными ковриками, большим количеством электронных помощников и иными модификациями.

### 2015—2019
В 2015 году вместе с премьерой обновлённого GL-класса компания Mercedes-Benz представила и новую версию GLS63 AMG. Автомобиль по-прежнему оснащён двигателем M157 DE 55 AL, однако его мощность была увеличена до 585 лошадиных сил. Благодаря данному факту и иным проведённым оптимизациям скорость разгона люксового внедорожника снизилась с 4,9 секунд до 4,6. Кроме того, по нормам выбросов вредных веществ автомобиль теперь соответствует экологическому стандарту Евро 6.

## Специальные издания

### Grand Edition
В 2011 году компания Mercedes-Benz представила традиционную (известную по предыдущему поколению и моделям M-класса) специальную серию роскошных внедорожников Grand Edition. Отличительными особенностями эксклюзивного издания являются специальные легкосплавные диски с шинами размером 275/50 R20, высококачественные двухцветные (чёрный/фарфор или чёрный/тёмно-бордовый) кожаные (либо кожаные наппа) сиденья в новом дизайне, а также отделка салона деревом цвета чёрный пепел и кожаное рулевое колесо. Переднюю часть кузова отличают тёмные тонированные фары, решётка радиатора с чёрными глянцевыми ламелями и обновлённый передний бампер с интегрированными светодиодные дневные ходовыми огнями. Интерьер салона внедорожника украшают новые, более комфортные подголовники для водителя и переднего пассажира, подсветка, облицовка крыши в чёрный эксклюзивный материал Designo, велюровые напольные коврики с контрастной строчкой и подписью «Grand Edition» (которая также присутствует на центральной консоли), спортивные педали из полированной нержавеющей стали с резиновыми вставками и дверные пороги, также выполненные из нержавеющей стали.
Особая модель Grand Edition также предлагает широкий спектр дополнительного оборудования, которое доступно для всего модельного ряда линейки GL-класса (включая GL 350 BlueTEC 4MATIC, GL 350 CDI 4MATIC BlueEFFICIENCY, GL 450 и GL 500). В дополнение к стандартному оборудованию (полный привод, пневматическая подвеска AIRMATIC, системы Adaptive Damping System и Downhill Speed Regulation, а также иные решения) специальная серия оснащается системой помощи при парковке PARKTRONIC.
Цена на особую серию на момент премьеры составляла €80 206 (GL 350 CDI 4MATIC BlueEFFICIENCY), €81 396 (GL 350 BlueTEC 4MATIC), €91 868 (GL 450 4MATIC) и €99 127 (GL 500 4MATIC).

## Тюнинг

### Hennessey
Тюнинг-проект GL 63 AMG HPE700 (X166) от американского тюнинг-ателье Hennessey Performance Engineering в основном направлен на доработку двигателя с 557 л. с. и 760 Н·м до 700 л. с. при 5200 об/мин и 1085 Н·м при 3800 об/мин. Гарантия на работу двигателя составляет 3 года или 36 000 миль. Опционально также доступны фирменные диски и покрышки от компании HRE Wheels, апгрейд подвески, карбоновые аксессуары и другое. Цена комплекта доработки двигателя и аэродинамических опций с установкой и гарантией в сумме составляет $13 680,00.

### Larte Design
Larte Design изменили облик GL Black Crystal: передняя часть автомобиля отличается массивной радиаторной решеткой с логотипом ателье и дополнительным рядом светодиодных ходовых огней. Образ дополнен расширенными колесными арками, установлен задний диффузор с дополнительным стоп-сигналом и выхлопная система глушителя с карбоновыми насадками. Агрессивный дизайн и сложная геометрия продолжаются в решениях воздухозаборников, накладок на двери и пороги, внешнем декоре карбоновых элементов.